# Sisyra pallida
Sisyra pallida is een insect uit de familie sponsvliegen (Sisyridae), die tot de orde netvleugeligen (Neuroptera) behoort. 
Sisyra pallida is voor het eerst wetenschappelijk beschreven door Meinander in 1978.